# آتوشی

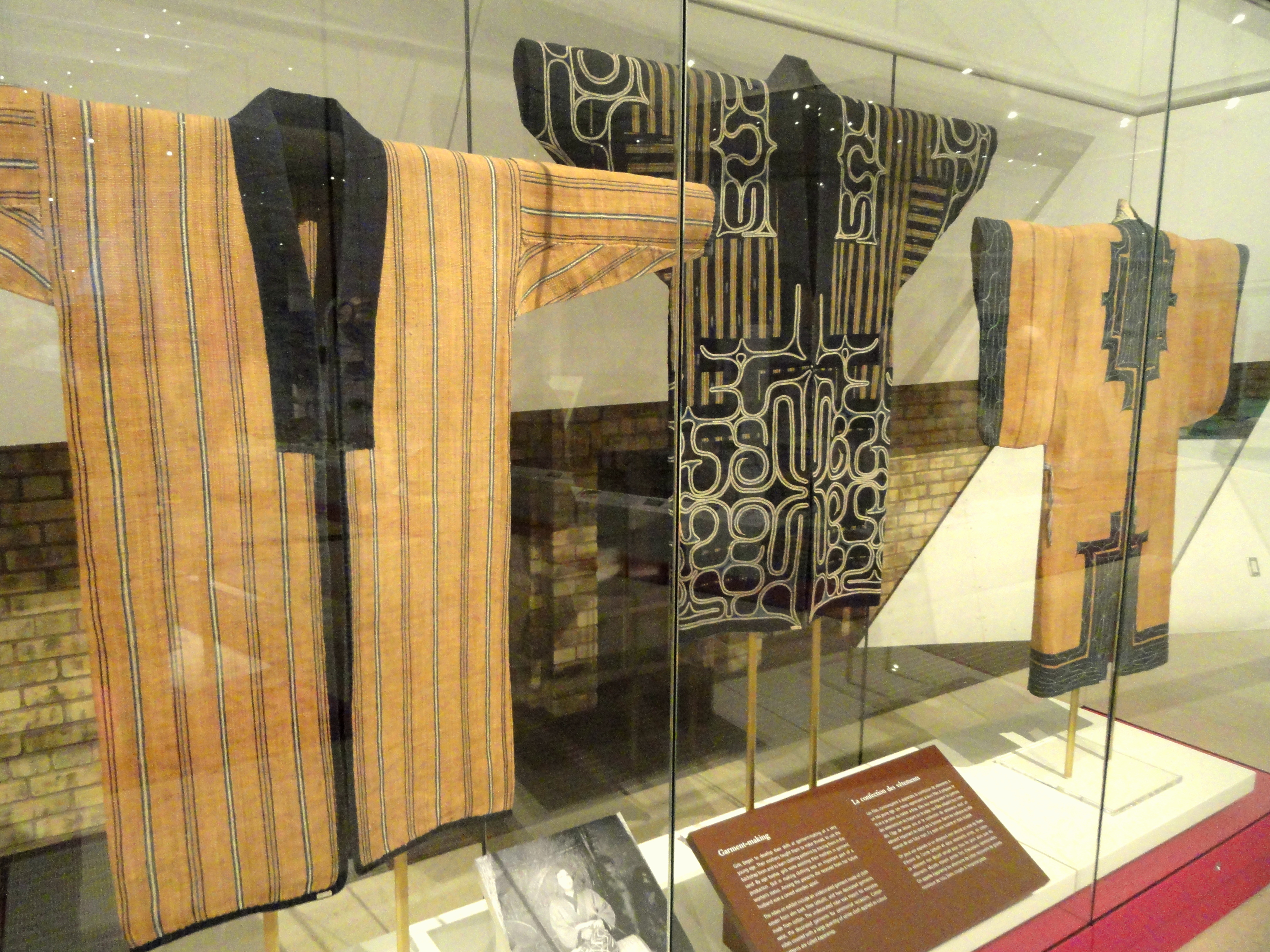

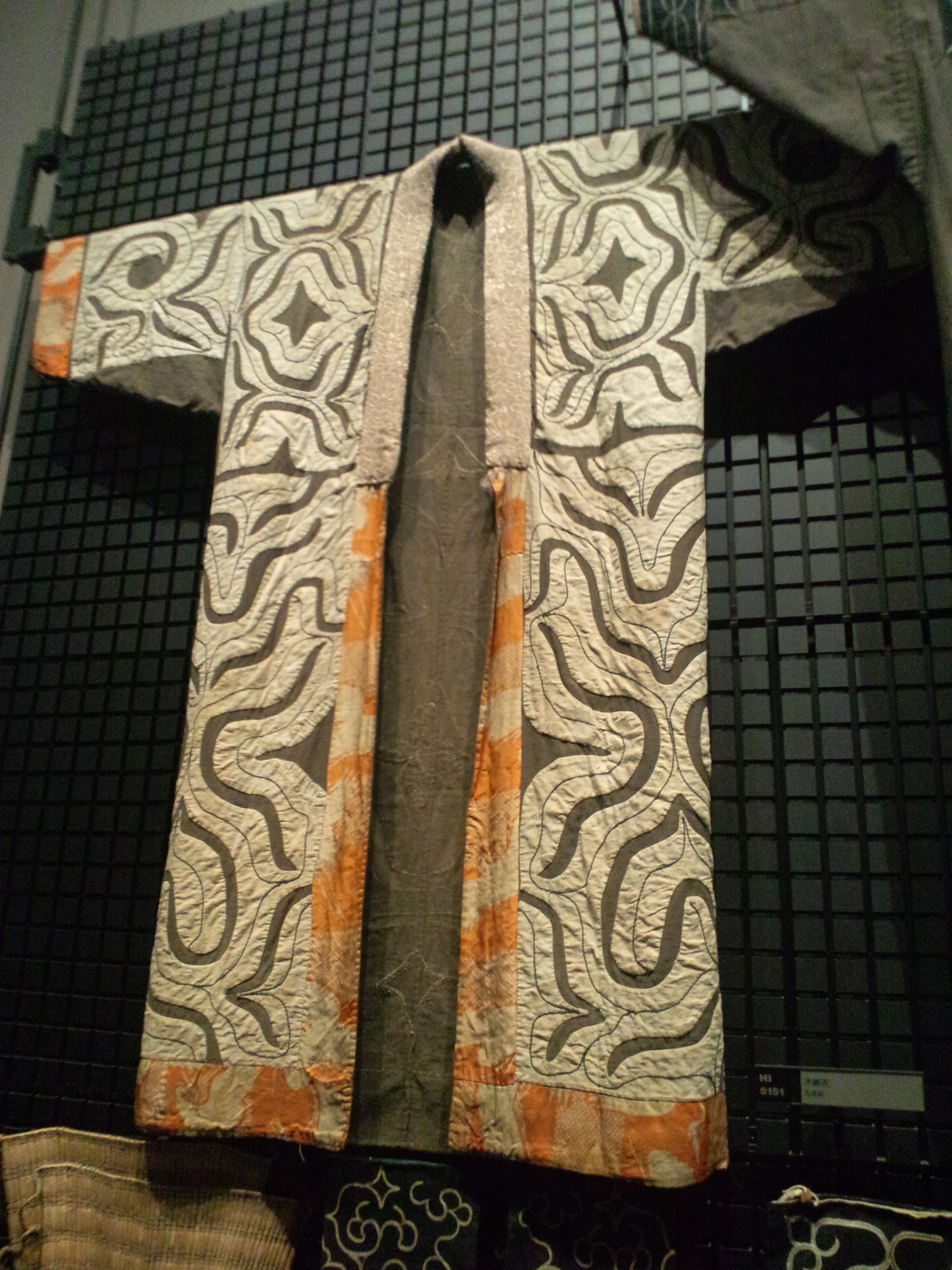

آتوشی (به ژاپنی: アットゥシ attus) آتوشی بالاپوش سنتی مردم بومی آینو است که در شمال ژاپن زندگی می‌کنند. در موزهٔ ملی توکیو مجموعه ای از بالاپوش‌های آتوشی وجود دارد که در قرن نوزدهم میلادی گردآوری شده‌اند. قوم آینو در گذشته در یک محدودهٔ جغرافیایی گسترده از هوکایدو تا مناطق شرق دور روسیه به داد و ستد مشغول بودند و فرهنگ منحصر بفرد و متفاوتی را بنیان‌گذاری کرده‌اند. بالاپوش آتوشی که هم بعنوان پوشاک روزمره و هم برای مناسبتهای خاص پوشیده می‌شد تا به امروز نیز نشانه‌های فرهنگ قوم آینو را با خود به همراه دارد. پارچهٔ این بالاپوش از الیاف درخت تهیه می‌شود. شکل بالاپوش به کیمونوی ژاپنی شباهت دارد اما گلدوزی‌های روان با طرح‌های آینو بر روی حاشیه‌های آبی تیره رنگ این بالاپوش، منظرهٔ چشم‌گیری را ایجاد می‌کند. کار نخ‌ریسی، بافت پارچه و گلدوزی این بالاپوش‌ها را بیشتر زنان انجام می‌دادند. امروزه احساس تعهد نسبت به حفظ فرهنگ آینو بار دیگر در حال قدرت گرفتن است و زنان، هنوز بالاپوش آتوشی را به شیوهٔ سنتی درست می‌کنند.